# .am
.am (Armênia) é o código TLD (ccTLD) da Internet para a Armênia. Foi criado em 1994 e está ativo.

## AM usado como umDomain hack
O nome do domínio é popular (e por isso de grande valor econômico) pois é similar ao mnemônico usado para estações de rádio AM (outros códigos similares são .fm, .tv, .cd e .dj).  Por seu uso não convencional como código TLD, ele é conhecido como um Domain hack.[carece de fontes?]
Outro timo de nome domain hack é na expressão em inglês i.am (eu sou), que é muito popular para o uso de serviços de hospedagem.[carece de fontes?]